# Тарская (станция)
Та́рская — станция Читинского региона Забайкальской железной дороги на Транссибирской магистрали (6307 километр).
Основана в 1901 году при строительстве Кайдаловской ветки Забайкальской железной дороги под названием «Китайский разъезд», поскольку именно здесь от основного хода Транссибирской магистрали (на Хабаровск) ответвляется линия на Забайкальск и соединение с Китайской восточной железной дорогой.
Позднее переименована в Тарскую (точную дату найти не удалось).
Находится в посёлке при станции Тарская, в Карымском районе Забайкальского края.
На начало 2016 года на станции не останавливаются поезда дальнего следования, но это последняя станция Транссибирской магистрали, через которую проходят как поезд № 2/1 Москва — Владивосток, так и поезд № 19/20 Москва — Пекин.

## Пригородное сообщение по станции
| № поезда  | Маршрут движения               | № поезда  | Маршрут движения               |
| --------- | ------------------------------ | --------- | ------------------------------ |
| 6101/6103 | Шилка-Пассажирская — Карымская | 6102/6104 | Карымская — Шилка-Пассажирская |
| 6515      | Адриановка — Карымская         | 6516      | Карымская — Адриановка         |
| 6503/6505 | Ясногорск — Карымская          | 6506      | Карымская — Ясногорск          |